# Гулиев, Сархан Бабаш оглы
Сархан Бабаш оглы Гулиев (азерб. Sərxan Babaş oğlu Quliyev; род. 1 апреля 1968) — азербайджанский шахматист, гроссмейстер (1995).
В составе сборной Азербайджана участник двух Олимпиад (1994, 1998).
Шахматный литератор, автор нескольких книг.

## Изменения рейтинга
| Графики недоступны из-за технических проблем. См. информацию на Фабрикаторе и на mediawiki.org. |

## Книги
- Идея в шахматной партии. — М. : Russian Chess House/Русский шахматный дом, 2012. — 288, [1] с. — (Шахматный университет; 63). — ISBN 978-5-94693-252-3.
- Владимир Крамник : избранные партии 14-го чемпиона мира по шахматам. — М. : Russian Chess House/Русский шахматный дом, 2015. — 436, [2] с. — (Великие шахматисты мира). — ISBN 978-5-94693-409-1.
- Веселин Топалов : избранные партии экс-чемпиона мира по шахматам. — М. : Russian Chess House, 2016. — 454 с. — (Великие шахматисты мира). — ISBN 978-5-94693-471-8.